# Elinda Vorster
Elinda Vorster (née le 8 septembre 1965 au Cap) est une athlète sud-africaine, spécialiste des épreuves de sprint. 

## Biographie
Elle remporte les médailles d'or du 100 m, du 200 m et du relais 4 x 100 m lors des Championnats d'Afrique de 1992, ainsi qu'une médaille d'argent sur 100 m lors de l'édition suivante, en 1993.

### Palmarès
| Date | Compétition            | Lieu    | Résultat | Épreuve   | Temps   |
| ---- | ---------------------- | ------- | -------- | --------- | ------- |
| 1992 | Championnats d'Afrique | Maurice | 1re      | 100 m     | 11 s 26 |
| 1992 | Championnats d'Afrique | Maurice | 1re      | 200 m     | 23 s 60 |
| 1992 | Championnats d'Afrique | Maurice | 1re      | 4 × 100 m | 44 s 53 |
| 1993 | Championnats d'Afrique | Durban  | 2e       | 100 m     | 11 s 45 |
| 1993 | Championnats d'Afrique | Durban  | 3e       | 4 × 100 m | 45 s 15 |

### Records
| Épreuve | Performance | Lieu                | Date                       |
| ------- | ----------- | ------------------- | -------------------------- |
| 100 m   | 11 s 22     | Germiston Stuttgart | 20 avril 1990 16 août 1993 |
| 200 m   | 22 s 58     | Germiston           | 21 avril 1990              |